# José Torres Gil
José Augusto Torres Gil (* 28. März 1995 in Santa Cruz de la Sierra, Bolivien) ist ein argentinisch-bolivianischer BMX-Freestyle-Fahrer und Olympiasieger in der Variante Park.

## Sportlicher Werdegang
Torres stammt aus dem argentinischen Córdoba und zeichnete sich ab 2017 bei verschiedenen Freestyle-Wettbewerben aus, unter anderem gewann er bei den X-Games 2019 eine Bronzemedaille. Zugleich beteiligte er sich ab 2018 an den Wettbewerben des Radsport-Weltverbands UCI, der BMX-Freestyle kurz zuvor in sein Programm genommen hatte. Im UCI-BMX-Freestyle-Weltcup stand er 2018 in Montpellier erstmals im Finale und erreichte den 9. Platz.
Nach der Zwangspause infolge der Corona-Pandemie gewann Torres im Oktober 2021 die erstmals ausgetragenen argentinischen Meisterschaften. Zwei Monate später war er Zweiter bei den Panamerika-Meisterschaften. 2022 und 2023 hatte er mehrere bedeutende Erfolge auf dem amerikanischen Kontinent mit Siegen bei den Südamerikaspielen, den Panamerika-Meisterschaften, den Panamerikanischen Spiele und den X-Games. Bei den Weltmeisterschaften stand er 2022 und 2023 im Finale und endete auf dem 5. bzw. 9. Rang. Seine beste Platzierung im Weltcup erreichte er 2023 mit dem vierten Platz in Dirʿiyya.
In der Olympischen Qualifikationsserie 2024 belegte Torres den 12. Platz. Der argentinische Verband nominierte ihn für die Olympischen Spiele 2024, wo er sich gegen höher eingeschätzte Fahrer durchsetzte und die Goldmedaille gewann. Ende des Jahres gelang ihm bei den Urban-Cycling-Weltmeisterschaften 2024 mit dem zweiten Platz erstmals ein Medaillengewinn.

## Erfolge
2019
 Panamerikanische Spiele
2021
 Argentinischer Meister
 Panamerika-Meisterschaften
2022
 Panamerika-Meister
 Südamerikaspiele 
2023
 Argentinischer Meister
 Panamerikanische Spiele
2024
 Olympiasieger
 Weltmeisterschaften